# Речка (Закарпатская область)
Ре́чка (укр. Річка) — село в Пилипецкой сельской общине Хустского района Закарпатской области Украины.
Население по переписи 2001 года составляло 946 человек.

## История
Впервые Речка упоминается в письменных источниках в 1600 году. Существует легенда про братьев Речкая и Тюшкая: они поселились в этой местности и измерили границы своих территорий шагами. Которые прошли одного дня — поскольку Речкай проснулся раньше, то и его хозяйство получилось больше.
В 1715 году населенный пункт впервые упоминается под венгерским названием Киш-поток, то есть Малый поток. Возможно, это название связано с тем, что в селе есть железисто-кислые минеральные воды. Местные жители насчитывают до 13 таких источников. Одно из них «Квас» — находится в центре села.
Речка одно из немножества поселков на территории Украине, где сохранилась традиция производства гунь (гуцульской верхней одежды с овечьей шерсти.
Вблизи села начинается один из туристических маршрутов на Боржаву.

## Туристические объекты
- Михайловская церковь (1887—1900 гг.), каменная

Над селом гордо разместились гора Круглая (1208 м), гора Граб (1374 м), которые являются частью туристического маршрута по Полонине Боржава.